# Diabas

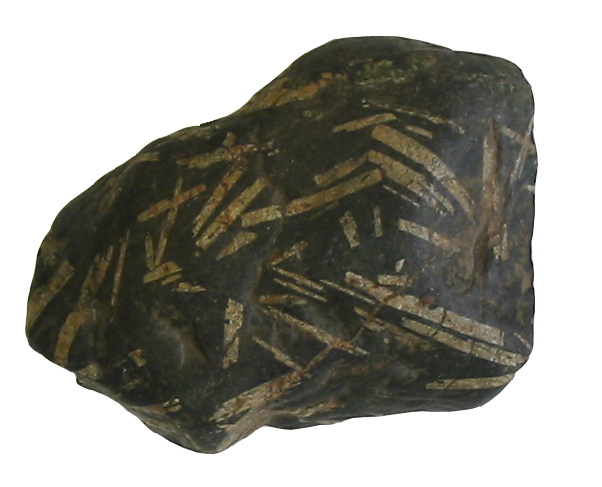
Diabas

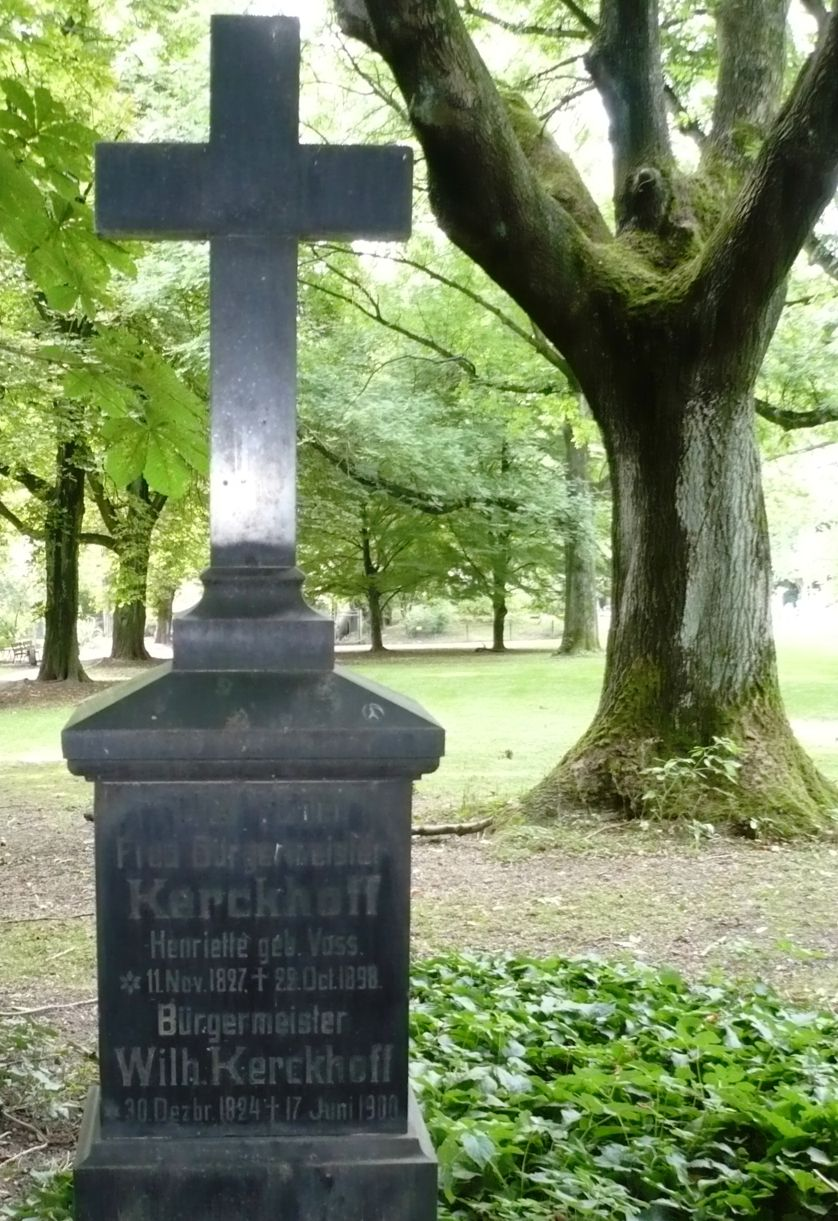
Gravsten av diabas

Diabas är en mörk magmatisk bergart, som bildas i sprickor i äldre berg. Diabas är en basisk bergart som ger näringsrika vittringsprodukter. Den har låg halt (45–52 %) av kiseldioxid. Huvudmineralen i diabas är plagioklas (labradorit) och pyroxen (augit), med mindre mängder av olivin, magnetit och ilmenit. Den svarta färgen orsakas av pyroxen och ytterst små korn av järn- och titanoxid i den annars ljusa plagioklasen.
Beteckningen diabas, eller på franska diabase infördes 1807 av Alexandre Brongniart. Han härledde ordet till grekiskans δι- (di-) och bas av grekiska βάσις, med avseende på bergartens två beståndsdelar, men sköt, grammatiskt fel, in ett "a" mellan orden. Snart fick bergarten istället beteckningen dorit. År 1842 återinförde Friedrich Hausmann beteckningen diabas, men nu med hänvisning till det grekiska verbet διαβαίνειν (diabainein) (participform διαβας, diabas) som betyder genomgående eller genomträngande.

## Bildningssätt

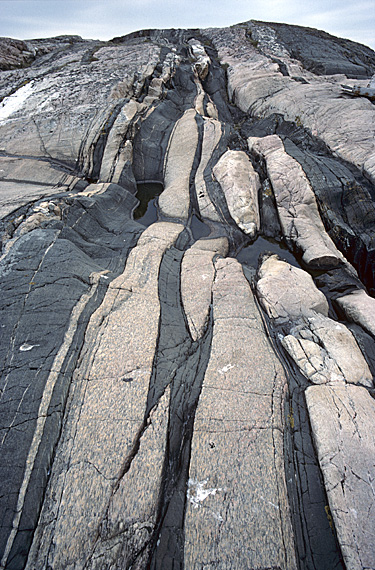
Diabas är en mörk, relativt ung gångbergart som är mycket vanlig i Sveriges urberg – exempelvis på Ursholmen i Bohuslän.

Till skillnad från basalt har diabas inte bildats uppe på jordytan. Bergarten har bildats genom att den kristalliserat halvvägs upp till jordskorpans övre partier. Diabasens hårdhet orsakas av en relativt hastig avkylning som resulterat i en tät och hård bergart. Då diabas också innehåller en del järn, är den relativt tung och en kubikmeter väger cirka tre ton. 
Diabas är vanligen massformig, vilket betyder att mineralkornen ligger regellöst orienterade i olika riktningar. Ibland kan dock en del av mineralkornen, i första hand fältspaten, lägga sig mer eller mindre parallellt med varandra längs lavans flytriktning. Denna struktur kallas flytstruktur. Bergartens kornstorlek beror på hur lång tid det har tagit för den att kristallisera. Ju snabbare magmans värme kunnat ledas bort, desto kortare blir kristallisationstiden och därmed blir mineralkornen mindre. Diabas, som stelnat nära jordytan, är därför i regel mer finkornig än den som stelnat på större djup.
Vissa typer av diabas stelnar så ytligt att de bildar basalt.

## Egenskaper
Diabas är ett hårt, styvt material med god motståndskraft mot kemikalier och yttre nötning. Den är tålig mot korrosion, är ej magnetiskt, och leder ej elektricitet. Den har låg vattenabsorption och låg värmeutvidgning.. 
- Densitet: 3080 kg/m³
- Elasticitetsmodul: Cirka 100 GPa
- Böjhållfasthet: 38 MPa
- Värmeutvidgningskoefficient vid 25°C: 6,1 10-6 /°C
- Vattenabsorption, viktprocent: 0,02 %
- Hårdhet 5,8 Mohs
- Tryckhållfasthet 217 MPa

Naturligt förekommande diabas uppfyller dock inte alltid en sådan teknisk specifikation, utan kan variera i sammansättning. Ibland kan den till exempel vara något magnetisk, på grund av ett visst magnetitinnehåll.

## Förekomster i Sverige
Diabasen finns på flera platser i Sverige. I Västergötland kallas den så kallade platådiabas som finns på platåbergen lokalt för trapp. Några kända diasbasförekomster är Hälleforsgången och Svarta linjen, med ett aktivt stenbrott i Hägghult.

## Användningsområden

### Konst

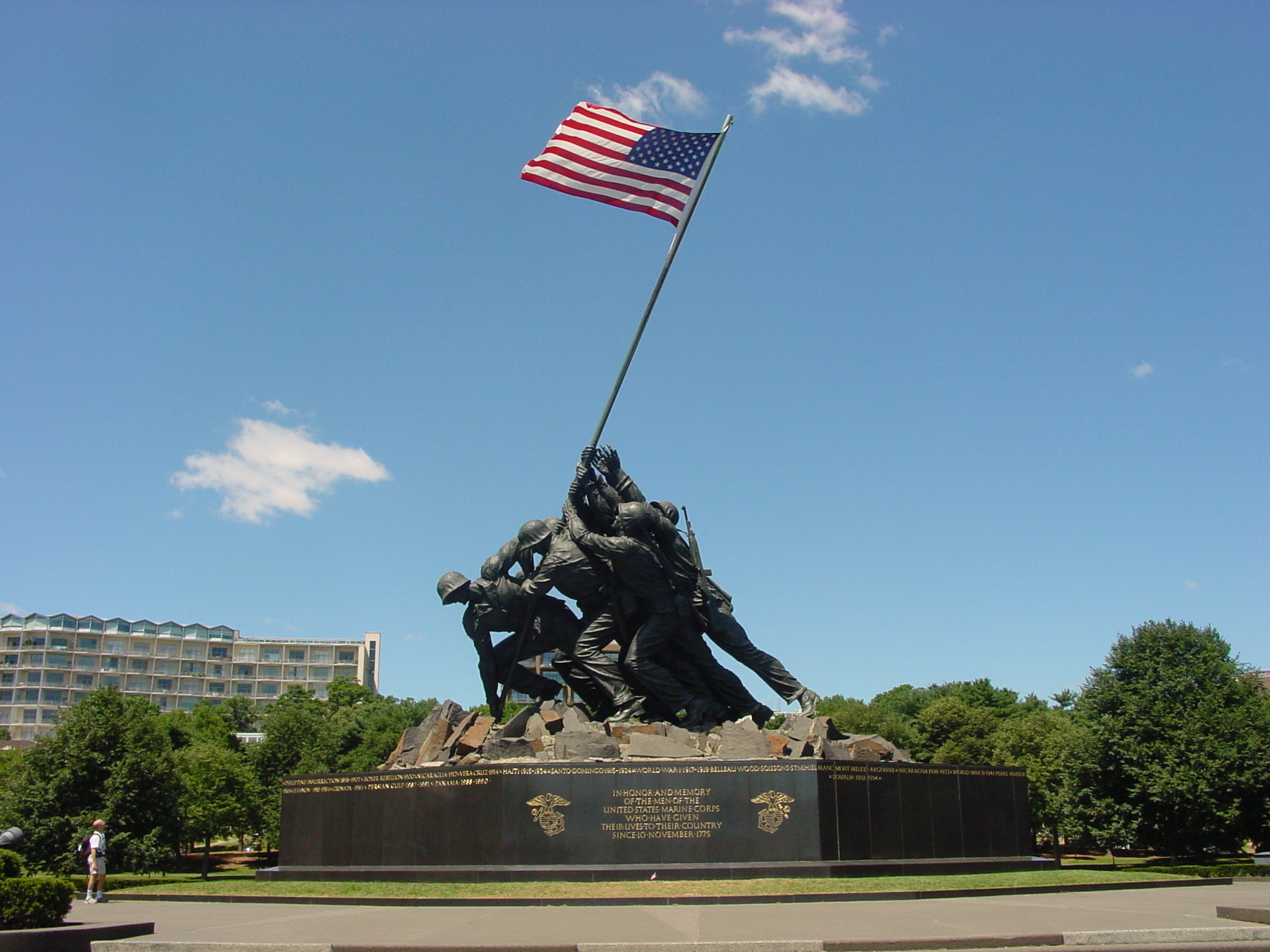
US Marine Corps Memorial i Arlington County i USA med sockel i diabas från A.K. Fernströms Granitindustrier stenbrott i Hägghult

Stenen används för skulpturer och som byggnadssten.

### Inredning
Ett ökande användningsområde är inredning, oftast bänksskivor till kök. Granit och svart diabas är de mest praktiska, då de tål värme, vatten och vassa knivar.

### Mätteknik
Diabas användes ofta för att göra planskivor inom mätteknik i tillverkningsindustrin. Diabas är passande för uppgiften, då det är ett högt komprimerat och slagfast material med finkornig struktur. Detta gör diabas till ett idealiskt material för planskivor, vinklar, linjaler med mera.

### Luftlagring
Ett användningsområde utnyttjar den yttäta stenens förmåga att låta sig läppas till hög ytnoggrannhet. Metoden bygger på att i maskiner som kräver mycket hög precision använda diabas som ett element i en luftlagring. Man kan till exempel skapa en vagn (maskindel) som beröringsfritt svävar med hjälp av ett stabilt lufttryck mot en slipad och läppad diabasreferensyta. Hydrostatisk luftlagring används där hög rörelseprecision, robusthet, mycket lågt rörelsemotstånd och därmed mindre friktionsvärme önskas. Applikationer med luftlagring kan ofta hittas i forsknings- och utvecklingssammanhang.

### Dekorationsstenar
Diabas har, liksom släktingen hyperit, och i några fall även diorit och gabbro, sedan länge använts som dekorationssten exempelvis till gravvårdar, då under namnet svart granit.

### Industrimineral
Diabas har också fått användning som makadamtillsats i asfalt och som råmaterial för tillverkning av isoleringsmaterialet stenull, till exempel i Hällekis med brytning i Billingen.

### Verktyg
Under förhistorien tillverkades olika typer av stenyxor av diabas, i norra Skandinavien, till exempel trindyxor.